# Брайтвуд (Вірджинія)
Брайтвуд (англ. Brightwood) — переписна місцевість (CDP) в США, в окрузі Медісон штату Вірджинія. Населення — 1064 особи (2020).

## Географія
Брайтвуд розташований за координатами 38°24′39″ пн. ш. 78°11′8″ зх. д. / 38.41083° пн. ш. 78.18556° зх. д. (38.410696, -78.185599).  За даними Бюро перепису населення США в 2010 році переписна місцевість мала площу 12,91 км², з яких 12,89 км² — суходіл та 0,02 км² — водойми.

## Демографія
Згідно з переписом 2010 року, у переписній місцевості мешкала 1001 особа в 377 домогосподарствах у складі 295 родин. Густота населення становила 78 осіб/км².  Було 409 помешкань (32/км²).
Расовий склад населення:
| - 91,0 % — білих - 4,9 % — чорних або афроамериканців - 0,2 % — азіатів - 0,1 % — корінних американців |

До двох чи більше рас належало 3,4 %. Частка іспаномовних становила 1,6 % від усіх жителів.
За віковим діапазоном населення розподілялося таким чином: 21,1 % — особи молодші 18 років, 63,6 % — особи у віці 18—64 років, 15,3 % — особи у віці 65 років та старші. Медіана віку мешканця становила 43,4 року. На 100 осіб жіночої статі у переписній місцевості припадало 97,4 чоловіків;  на 100 жінок у віці від 18 років та старших — 96,5 чоловіків також старших 18 років.
Середній дохід на одне домашнє господарство  становив 65 807 доларів США (медіана — 61 161), а середній дохід на одну сім'ю — 71 328 доларів (медіана — 63 171). За межею бідності перебувало 3,9 % осіб, у тому числі 0,0 % дітей у віці до 18 років та 7,2 % осіб у віці 65 років та старших.
Цивільне працевлаштоване населення становило 872 особи. Основні галузі зайнятості: освіта, охорона здоров'я та соціальна допомога — 18,6 %, мистецтво, розваги та відпочинок — 17,8 %, роздрібна торгівля — 15,9 %.